# Kazutaka Murase
Kazutaka Murase (村瀬 和隆 Murase Kazutaka?, nacido el 11 de septiembre de 1985 en Shiga) es un exfutbolista japonés. Jugaba de delantero y su último club fue el Fukushima United FC de Japón.

## Trayectoria

### Clubes
| Club                | País  | Año         |
| ------------------- | ----- | ----------- |
| Vissel Kobe         | Japón | 2004 - 2006 |
| MIO Biwako Kusatsu  | Japón | 2007 - 2008 |
| Fukushima United FC | Japón | 2009 - 2011 |